# Хуан Сяомин
Хуан Сяомин или Марк Хуан (кит. трад. 黃曉明, упр. 黄晓明, пиньинь Huáng Xiǎomíng; род. 13 ноября 1977 года, Циндао, Шаньдун, Китай) — китайский актёр и певец. Хуан стал известен благодаря роли У-ди, императора Западной Хань в телесериале «Принц династии Хань» (2001).
Затем он снялся в популярных сериалах, таких как «Возвращение героев Кондора» (2006), «Набережная Шанхая» (2007), «Патриот Юэ Фэй» (2013), «Блестящая авантюра» (2015), «Список архива Ланъя 2» (2017) и «Зимняя бегония» (2020). Также он снялся в фильмах «Послание» (2009), «Последний магнат» (2012) и «Китайские партнеры американской мечты» (2013).
Двукратный лауреат премий «Золотой петух» и «Сто цветов», а также двукратный номинант на Азиатскую кинопремию.

## Ранняя жизнь
Хуан родился в Циндао, провинция Шаньдун, и является единственным ребёнком в семье. Его отец был инженером, а мать — бухгалтером. В возрасте девяти лет он был выбран киностудией для роли главного героя в фильме. Хуан — второй старший двоюродный брат олимпийской чемпионки Чэнь Мэн, завоевавшей две золотые медали по настольному теннису на летних Олимпийских играх 2020 года в Токио.
В школьные годы Хуан планировал стать учёным. Однако, когда Пекинская киноакадемия приехала в Циндао для набора студентов, его китайский учитель посоветовал ему воспользоваться этой возможностью. За месяц до собеседования его нога была перебита джипом, поэтому на интервью он пришёл на костылях с гипсовой повязкой на ноге. Собеседователь, Цуй Синьцинь, впоследствии стал его классным руководителем в Пекинской киноакадемии, где он учился вместе с Чжао Вэй и Чэнь Кунем. Хуан окончил академию в 2000 году.

## Карьера
В 1984 году Хуан был первоначально выбран продюсером для главной роли в драме в качестве ребёнка-актёра, но позже был исключен из проекта из-за своей застенчивой и интровертной натуры. В 1998 году, во время обучения в Пекинской киноакадемии, он дебютировал в драме «Любовь — это не игра».
Хуан привлек внимание, когда его выбрали на замену Лу И на главную роль в фильме «Принц династии Хань», который получил высокие оценки. Впоследствии он снялся во всех трёх частях сериала с 2001 по 2005 годы, превратившись из малоизвестного новичка в звезду первой величины.
Затем он участвовал в ряде популярных телесериалов, таких как «Счастливый странник Тан Боху» (2003), за роль в котором он получил награду «Выдающийся актёр» на 14-й премии Zhejiang TV Peony Award, и «Моя прекрасная принцесса III» (2003). Он исполнил главные роли в сериалах «Набережная Шанхая» (2007), ремейке гонконгского телесериала 1980 года «Набережная», и «Королевский бродяга», адаптированном из романа Луи Ча «Олень и котел».

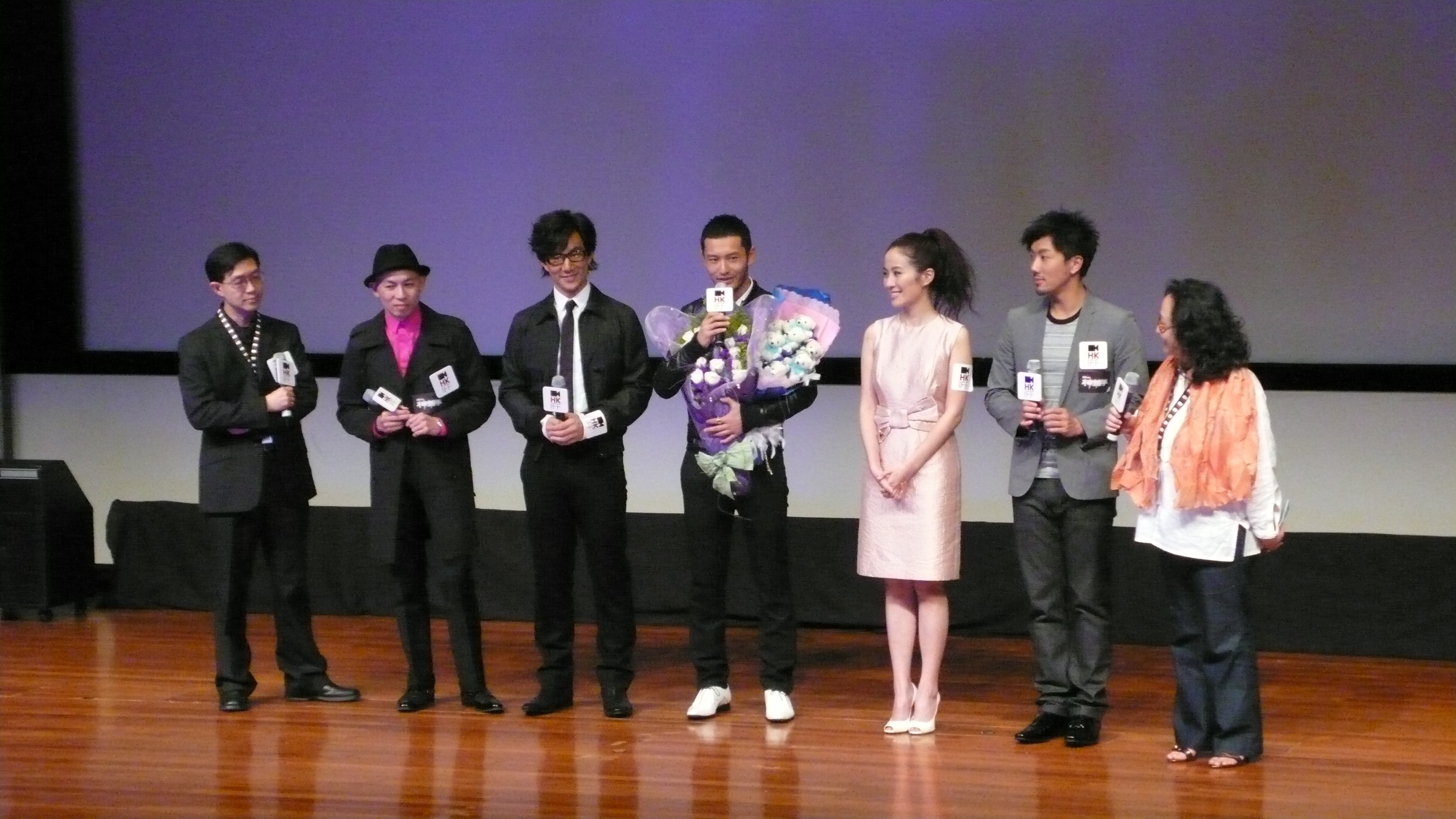
Хуан Сяомин (посередине) на глобальной премьере фильма «Снайпер (фильм, 2009)», 2009 год

После успеха на телевидении Хуан решил расширить свою карьеру в кино. Его первой крупной ролью стал антагонист в историческом фильме «Банкет». Затем он снялся в гонконгском боевике «Снайпер» (2009), фильме о боевых искусствах «Ип Ман 2» (2010) и исторической эпопее «Жертвоприношение» (2010), режиссёром которой выступил Чэнь Кайгэ. Хуан вернулся на телевидение с тайваньской дорамой «Летнее желание» (2011), основанной на одноимённом романе Мин Сяоси.
Его роль лидера бандитов в фильме «Восточные бандиты» (2012) принесла ему премию за лучшую мужскую роль на Четвёртом Китайском кинофестивале. Хуан также снялся в эпическом фильме о боевых искусствах «Гильотины» и сыграл молодого персонажа Чоу Юньфата в фильме «Последний магнат». В том же году Хуан был избран послом кинофестиваля в Чанчуне и стал первым актёром материкового Китая, чья восковая фигура была выставлена в музее мадам Тюссо в Гонконге.
Хуан снялся в фильме «Китайские партнеры американской мечты» (2013) режиссёра Питера Чана. Успех картины дал новый импульс карьере Хуана и принёс ему награды за лучшую мужскую роль на 29-й церемонии вручения премии «Золотой петух», 15-й премии «Хуабяо», 12-м кинофестивале в Чанчуне и 32-й премии «Сто цветов». В том же году Хуан исполнил главную роль в исторической драме «Патриот Юэ Фэй» для телевидения.

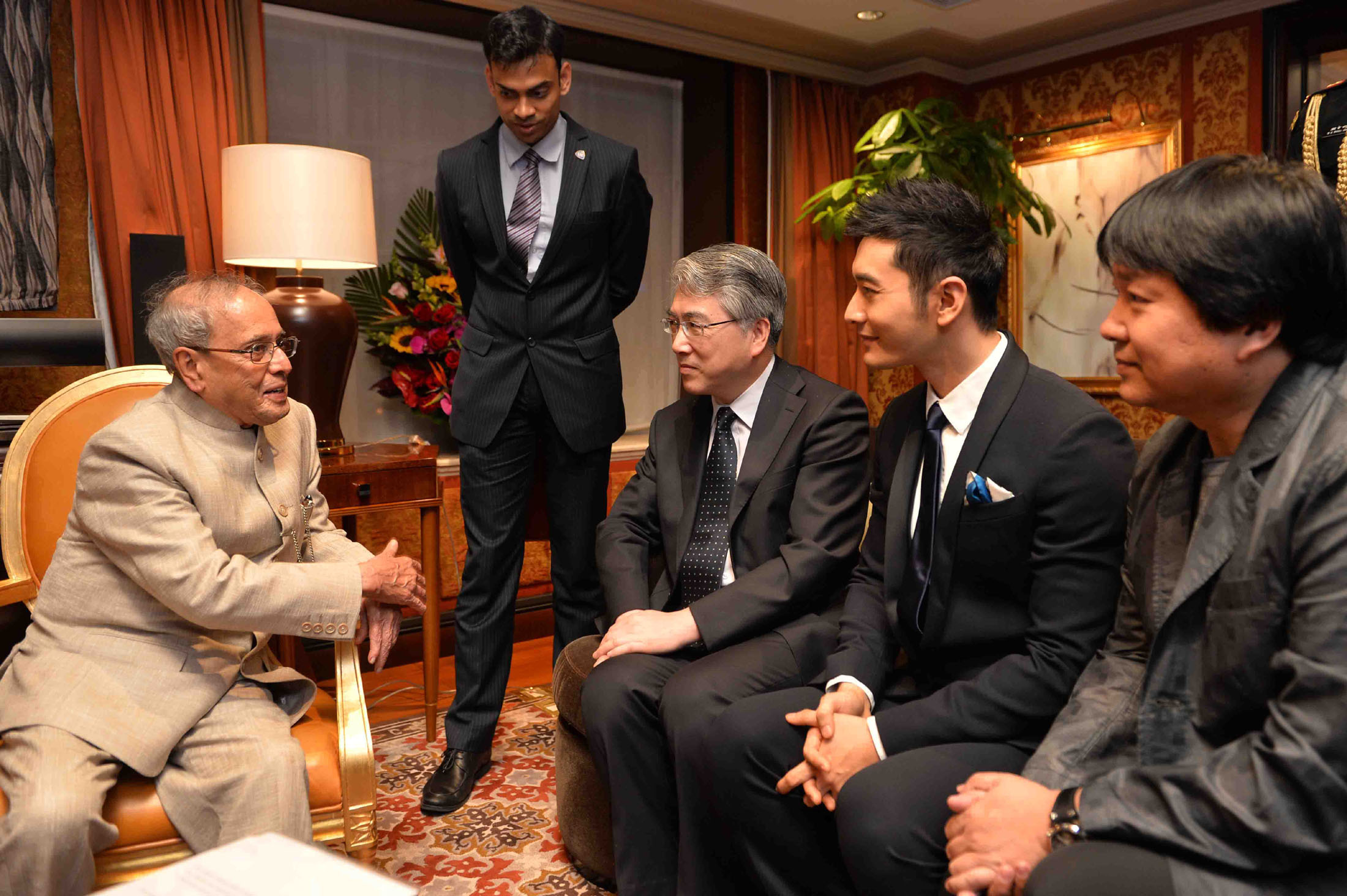
Хуан Сяомин с президентом Индии Пранаб Кумар Мукерджи в Пекине, 2016 год

Хуан снялся в следующем фильме Джона Ву — «Переправа» (2014). Действие романтической эпопеи разворачивается в Шанхае 1930-х годов и основано на реальной истории столкновения парохода «Тайпин». Фильм рассказывает о шести персонажах и их переплетающихся любовных историях. Хуан исполнил роль успешного генерала, который влюбляется в богатую дебютантку (в исполнении южнокорейской актрисы Сон Хегё). Затем последовал ещё один романтический фильм, где Хуан снялся вместе с Фань Бинбин в картине «Белокурая невеста из Лунного королевства», экранизации произведения «Байфа Моню Чжуань».
Хуан снялся вместе с Джо Чэнь в исторической романтической драме «Блестящая авантюра» (2015). В том же году он также сыграл вместе со своей давней подругой Чжао Вэй в комедийном боевике «Голливудские приключения». В 2017 году Хуан принял участие в исторической драме в жанре уся «Список архива Ланъя 2». В 2018 году он снялся в драме «Вечно молодой», рассказывающей о четырех поколениях студентов из Университета Цинхуа. В 2019 году Хуан сыграл пожарного в фильме-катастрофе «Герои огня». В 2020 году он исполнил главную роль в исторической романтической драме «Зимняя бегония», продюсером которой выступил Ю Чжэн.

## Другая деятельность

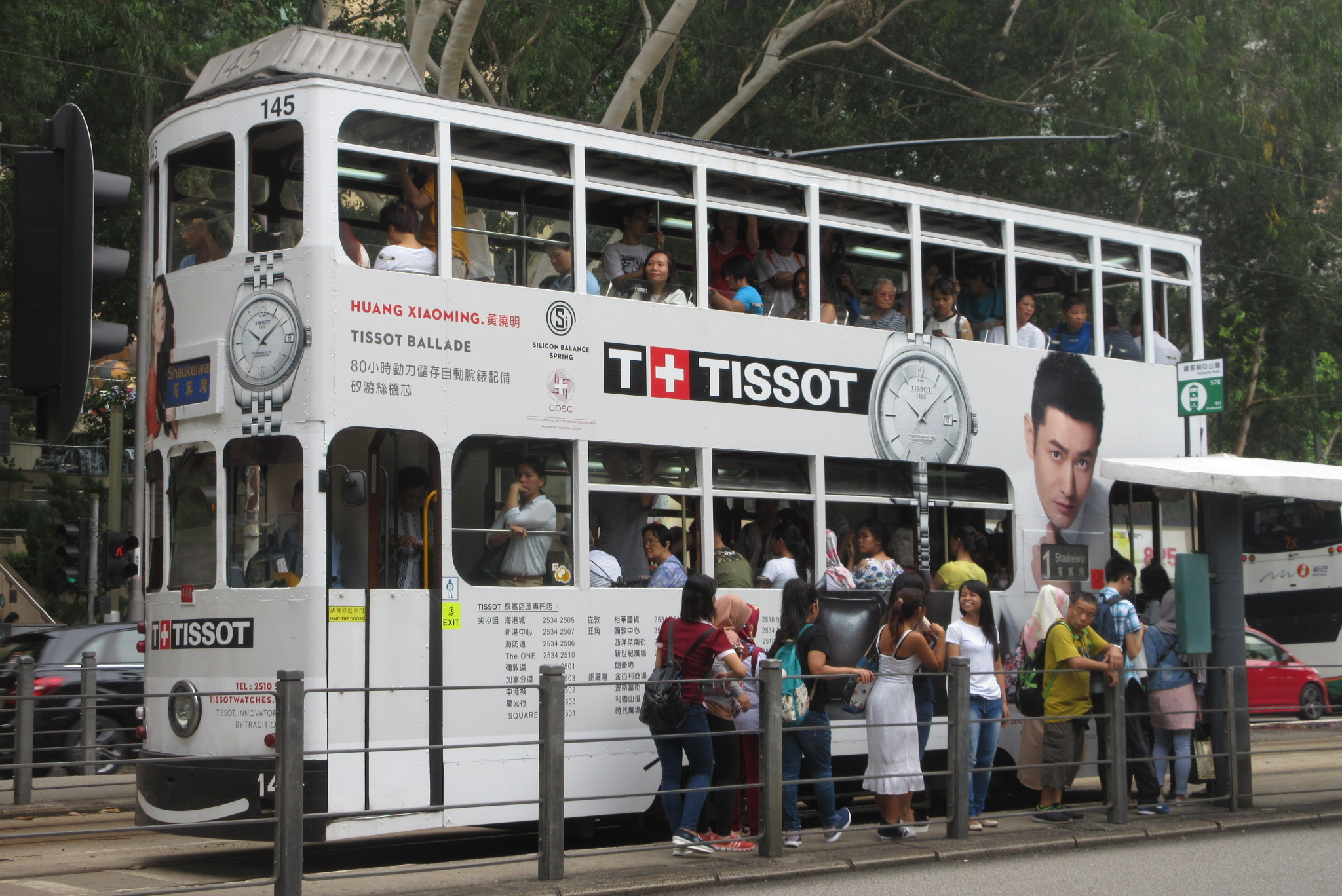
Белый трамвай с рекламой Tissot и послом бренда Хуан Сяомином на Козуэй-Бэй-роуд, Гонконг

### Инвестиции
Хуан является акционером медиакорпорации Huayi Brothers с примерно 1,8 миллионами акций.

### Благотворительность
В 2009 году Хуан пожертвовал один миллион юаней на усыновление двух детёнышей панды и был назначен послом Китайского исследовательского центра по защите панд.
В 2010 году Хуан пожертвовал 200 000 юаней на помощь пострадавшим от землетрясения в провинции Цинхай на северо-западе Китая.
В 2016 году Хуан был назначен национальным послом доброй воли ЮНЭЙДС для Китая. В том же году он был назначен защитником в борьбе с торговлей людьми Министерством общественной безопасности.

## Личная жизнь

### Ли Юй
Первой девушкой Хуана была актриса Ли Юй. Они встречались, когда оба были студентами Пекинской киноакадемии, но отношения закончились, когда Ли решила расстаться с ним.

### Ли Лици
С 2000 по 2004 год Хуан встречался со своей однокурсницей по Пекинской киноакадемии Лю Лици (ранее известной как Лю И). Во время их отношений они жили вместе. После расставания Хуан подарил Лю квартиру, за которую частично заплатил, и Mini Cooper.

### Цинь Лань
В сентябре 2003 года Хуан начал отношения с актрисой Цинь Лань, с которой он снимался в фильме «Моя прекрасная принцесса III» и познакомился во время съёмок телесериала «Печать дракона». 27 октября 2003 года их отношения стали публичными, когда Цинь навещала Хуана в больнице после того, как он попал в автомобильную аварию в Иньчуане. 28 ноября 2006 года Хуан объявил о разрыве отношений.

### Ли Фэйэр
В 2007 году Хуан встречался с актрисой Ли Фэйэр, с которой познакомился во время съёмок телесериала «Королевский бродяга». В том же году Ли снялась в его музыкальном клипе на песню «Всё возможно». Их отношения завершились в 2010 году, и Ли публично заявила, что причиной расставания стала Анджелабейби.

### Анджелабейби
В 2009 году Хуан начал отношения с Анжелабейби, о которых публично объявил 28 февраля 2014 года. Они зарегистрировали брак 27 мая 2015 года в Циндао, а свадьбу провели в Шанхайском выставочном центре в октябре того же года. 17 января 2017 года у них родился сын в Гонконге. В январе 2021 года, после воссоединения Хуана и Ли Фэйэр в реалити-шоу «Сестры, которые делают волны» (2 сезон), Анджелабейби заявила в Weibo, что, когда она начала общение с Хуаном, он сказал ей, что не состоит в отношениях, и она никогда не вмешивалась в его предыдущие отношения с Ли. Вскоре после этого Хуан также опроверг давний слух о том, что Анджелабейби была любовницей. 28 января 2022 года Хуан и Анджелабейби объявили о своем разводе.

### Йе Ке
В 2020 году интернет-инфлюенсер Йе Ке переехала в Four Seasons Place Shanghai (ныне Regent Residences Shanghai), где также жили Хуан и Анджелабейби. В 2022 году Йе развелась с бизнесменом Ван Минцзином (Маркс Вонг), а Хуан — с Анджелабейби. Слухи о романтических отношениях между Хуаном и Йе начали распространяться после их совместной активности в социальных сетях с февраля того же года, вскоре после развода Хуана, хотя Йе отрицала эти слухи. В июле 2022 года Йе опубликовала поздравительную открытку, подписанную «Мистер М», предположительно от Хуана. В середине 2023 года они ненадолго расстались, когда Хуан закрутил роман с актрисой Чжао Шицзинь (Дженни Чао), но затем снова сошлись, чтобы провести Рождество с друзьями. В сентябре 2024 года сторона Йе заявила, что они поженились, и Йе опубликовала фотографию с бриллиантовым кольцом от Graff. Хуан опроверг эту информацию в ответе тайваньскому онлайн-изданию Next Apple. Йе отреагировала на опровержение Хуана постом в Weibo, используя популярный хэштег «#HuangXiaomingNotMarried — немного смешно», и опубликовала историю чата, где Хуан и его команда утверждали, что тайваньские СМИ «сфабриковали» опровержение. Позже Хуан подтвердил в Weibo, что они с Йе «вместе». Йе позже удалила свою историю чата в Weibo.

## Фильмография

### Кино
| Год  | Русское название                                    | Китайское название   | Роль                | Примечания            | Ист.   |
| ---- | --------------------------------------------------- | -------------------- | ------------------- | --------------------- | ------ |
| 1999 | Выходи за меня                                      | 我們結婚吧           | Ли Цзюнь            |                       |        |
| 2000 | Светлое сердце                                      | 明亮的心             | Ма Лу               |                       |        |
| 2005 | Легенда о драконе                                   | 龍威父子             | Ци Фэн              |                       |        |
| 2006 | Банкет                                              | 夜宴                 | Инь Сунь            |                       |        |
| 2009 | Снайпер                                             | 神槍手               | Линь Цзинь          |                       |        |
| 2009 | Послание                                            | 風声                 | Такеда              |                       |        |
| 2010 | Ип Ман 2                                            | 葉問2                | Вонг Шун Ленг       |                       |        |
| 2010 | Влюблённый учёный 2                                 | 唐伯虎點秋香2        | Тан Боху            |                       | [ 54 ] |
| 2010 | Жертвоприношение                                    | 趙氏孤兒             | Хан Цзюэ            |                       |        |
| 2012 | Восточные бандиты                                   | 匹夫                 | Фанг Юванг          |                       |        |
| 2012 | Гильотины                                           | 血滴子               | Тяньлань            |                       |        |
| 2012 | Последний магнат                                    | 大上海               | Ду Юэшэн (молодой)  |                       |        |
| 2013 | Китайские партнеры американской мечты               | 中國合伙人           | Чэн Дунцин          |                       |        |
| 2013 | Жетоны ярости                                       | 不二神探             | Сотрудник Интерпола | Камео                 |        |
| 2013 | Преступления на почве страсти                       | 一場風花雪月的事     | Сюэ Юй              |                       | [ 55 ] |
| 2013 | Безумный 2                                          | 瑪德2號              | Сяо Тай             |                       | [ 56 ] |
| 2013 | Изумительный                                        | 神奇                 | Бин Шань            |                       | [ 57 ] |
| 2014 | Рассекая волны                                      | 激浪青春             | Хэ Тяньхуа          |                       | [ 58 ] |
| 2014 | Белокурая невеста из Лунного королевства            | 白髮魔女傳之明月天國 | Чжо Ихан            |                       |        |
| 2014 | Везёт девчонкам, которые умеют флиртовать           | 撒娇女人最好命       | Марко               |                       | [ 59 ] |
| 2014 | Переправа                                           | 太平輪               | Лэй Ифан            |                       |        |
| 2015 | Тихое расставание                                   | 何以笙簫默           | Хэ Ичэнь            |                       | [ 60 ] |
| 2015 | Голливудские приключения                            | 横冲直撞好莱坞       | Хэ Юминь            |                       |        |
| 2015 | Переправа 2                                         | 太平輪·彼岸          | Лэй Ифан            |                       |        |
| 2015 | Война невест                                        | 新娘大作戲           | Жених               | Камео                 |        |
| 2016 | Сюаньцзан                                           | 大唐玄奘             | Сюаньцзан           |                       |        |
| 2016 | Лига Богов                                          | 封神傳奇             | Ян Цзянь            |                       | [ 61 ] |
| 2016 | Миссия в Милане                                     | 王牌逗王牌           | Ло Тяньхао          |                       | [ 62 ] |
| 2017 | Тысяча лиц Дуньцзя                                  | 奇門遁甲             | Хуан Шан            | Камео                 |        |
| 2018 | Вечно молодой                                       | 无问西东             | Чен Пэн             |                       |        |
| 2018 | План побега 2                                       | 金蝉脱壳2            | Шу                  |                       |        |
| 2019 | Герои огня                                          | 烈火英雄             | Цзян Ливэй          |                       |        |
| 2020 | Восемь сотен                                        | 八佰                 | Посы                | Камео                 | [ 63 ] |
| 2022 | Четыре моря                                         | 四海                 | Брат Шоута          | Специальное появление |        |
| 2022 | Обыкновенные герои                                  | 平凡英雄             | Се Хуэйян           |                       |        |
| 2023 | Добровольческая армия: Могучие солдаты наносят удар | 志愿军：雄兵出击     | Цзян Чао            |                       |        |
| 2024 | Добровольческая армия 2                             | 志愿军：存亡之战     | Цзян Чао            |                       |        |
| 2024 | Парик                                               | 戴假发的人           | Мэн Чжун            |                       |        |
| 2025 | Побег от юности                                     | 阳光照耀青春里       |                     |                       |        |
| TBA  | Амай идет на войну: Путь обмана                     | 阿麦从军             | TBA                 |                       |        |

### Телевидение
| Год  | Русское название            | Китайское название | Роль               | Ист.   |
| ---- | --------------------------- | ------------------ | ------------------ | ------ |
| 1998 | Любовь — это не игра        | 爱情不是游戏       | Сяо Чжуойи         |        |
| 2000 | Дневник пользователя Сети   | 网虫日记           | Ю Баймэй           | [ 64 ] |
| 2000 | Буря дракона                | 龙珠风暴           | Ди Гуанъюань       |        |
| 2001 | Принц династии Хань         | 大汉天子           | У-ди               |        |
| 2001 |                             | 长缨在手           | Чжан Ли            |        |
| 2002 | Непобедимый магистрат       | 无敌县令           | Тянь Лонг          | [ 64 ] |
| 2003 | Младшая сестра Хуа Ни       | 花妮妹妹           | Чжи Ян             |        |
| 2003 | Веселый странник Тан Боху   | 风流少年唐伯虎     | Тан Боху           |        |
| 2004 | Принц династии Хань 2       | 大汉天子2          | Лю Че              |        |
| 2004 | Длинный Пяо                 | 龙票               | Ци Цзыцзюнь        | [ 65 ] |
| 2005 |                             | 女才男貌           | Ван Цзюнь          | [ 66 ] |
| 2005 | Странные истории о Ляо Чжае | 新聊斋志异         | Бай Ян             | [ 67 ] |
| 2006 | Принц династии Хань 3       | 大汉天子3          | Лю Че              |        |
| 2006 | Возвращение героев Кондора  | 神雕侠侣           | Ян Гуо             |        |
| 2007 | Набережная Шанхая           | 新上海滩           | Сюй Вэньцян        |        |
| 2008 | Королевский бродяга         | 鹿鼎记             | Вэй Сяобао         |        |
| 2009 | Темный аромат               | 暗香               | Чэн Юань / Ченг Да | [ 68 ] |
| 2010 | Летнее желание              | 泡沫之夏           | Ло Си              |        |
| 2013 | Патриот Юэ Фэй              | 精忠岳飞           | Юэ Фэй             |        |
| 2015 | Блестящая авантюра          | 锦绣缘·华丽冒险    | Цзо Чжэнь          |        |
| 2017 | Обещание                    | 上古情歌           | Чи Юнь             | [ 69 ] |
| 2017 | Список архива Ланъя 2       | 琅琊榜之风起长林   | Сяо Пинчжан        |        |
| 2018 | Вы опоздали на много лет    | 你迟到的许多年     | Вэнь Цян           | [ 70 ] |
| 2020 | Зимняя бегония              | 鬓边不是海棠红     | Чэн Фентай         |        |
| 2021 | Мечта и слава               | 光荣与梦想         | Чжоу Эньлай        |        |
| 2021 | Переломный момент           | 危机先生           | Линь Чжуншо        | [ 71 ] |
| 2021 | Заслуга                     | 功勋               | Хуан Сюхуа         | [ 72 ] |
| 2023 | Двойное счастье             | 好事成双           | Гу Сюй             |        |
| 2023 | Под прикрытием              | 潜伏者             | Фань Цзя Шу        |        |
| 2024 | Силиконовые волны           | 赤热               | Чжан Хай Чао       |        |

## Дискография
| Год  | Детали альбома                                                                             | Список треков |
| ---- | ------------------------------------------------------------------------------------------ | --- |
| 2007 | It's Ming - Дата выхода: 12 декабря 2007 г. - Лейбл: Music Nation Group - Форматы: CD, DVD | 1. An Lian (暗恋) – Unrequited Love 2. My Girl 3. Shen Me Dou Ke Yi (什么都可以) – Anything is Possible 4. Feng De Hai Zi (风的孩子) – Child of the Wind 5. Mei You Ni Wo Ai Shei (没有你我爱谁) – Without You, Whom Should I Love 6. Tian Xie Qing Ren (天蝎情人) – Scorpion Lover 7. Niang Jiu (酿酒) – Brewing Wind 8. Yin Wei You Ni (因为有你) – Because of You 9. An Jing De Xiang Ni (安静的想你) – Quietly Thinking of You 10. I'm Coming 11. Jiu Suan Mei You Ming Tian (就算没有明天) – Even If There's No Tomorrow |
| 2010 | Moopa - Дата выхода: 18 марта 2010 г. - Лейбл: MusicNationGroup - Форматы: CD, DVD         | 1. MOOPA (Move Party) 2. Feng Sheng (风声) – Sound of the Wind 3. Tuan Tuan Yuan Yuan (团团圆圆) – Reunion 4. Wo De Kuai Le Bu Shou Fei (我的快乐不收费) – My Happiness is Free of Charge 5. Ni Shuo De Dui (你说的对) – You are Right 6. Hao Ren Ka (好人卡) – Nice Guy Card 7. Ni Zai Wo Xin Shang (你在我心上) – You're on My Heart 8. Shou Bu Liao (受不了) – Unbearable 9. Hei Mao Yu Niu Niao (黑猫与牛奶) – Black Cat and Milk 10. MOOPA (remix)                                                                       |

### Синглы
| Год  | Английское название                   | Китайское название   | Альбом                                    | Примечания                                                        |
| ---- | ------------------------------------- | -------------------- | ----------------------------------------- | ----------------------------------------------------------------- |
| 2002 | "Only Have You"                       | 只要有你             | My Fair Princess III OST                  |                                                                   |
| 2006 | "Fly Together"                        | 双飞                 | The Return of the Condor Heroes OST       | с Деллой Динг                                                     |
| 2006 | "Pugilistic Smile"                    | 江湖笑               | The Return of the Condor Heroes OST       | с Чжан Цзычжуном, Ху Цзюнем, Чжоу Цзяньхуа и Сяо Чуном            |
| 2006 | "Even If There's No Tomorrow"         | 就算没有明天         | Shanghai Bund OST                         | с Сун Ли                                                          |
| 2008 | "One World One Dream"                 | н/д                  | н/д                                       | Рекламная песня к Олимпийским играм 2008 года в Пекине            |
| 2008 | "Nice Guy Card"                       | 好人卡               | н/д                                       | с Чжао Вэй                                                        |
| 2008 | "My Southern"                         | 我的南方             | н/д                                       | Благотворительная песня                                           |
| 2009 | "You're an Angel"                     | 你是天使             | Dark Fragrance OST                        |                                                                   |
| 2009 | "Sound of the Wind"                   | 風聲                 | The Message OST                           |                                                                   |
| 2010 | "Better City Better Life"             | н/д                  | н/д                                       | с рекламной песней Эльвы Сяо для Всемирной выставки в Шанхае      |
| 2010 | "Black Cat and Milk"                  | 黑猫与牛奶           | Summer's Desire OST                       |                                                                   |
| 2011 | "A Leaping Heart"                     | 飞跃的心             | н/д                                       | Музыкальная тема к фильму «Легенда о Юэ Фэй» (анимационный фильм) |
| 2012 | "Inaccurate Memoir"                   | 匹夫                 | An Inaccurate Memoir OST'                 |                                                                   |
| 2012 | "Those Were the Days"                 | 友情岁月             | The Guillotines OST                       | с Шоном Юэ и Итаном Руаном                                        |
| 2013 | "The Story of Time"                   | 光阴的故事           | American Dreams in China OST              | с Дэном Чао и Тонг Давэем                                         |
| 2013 | "The Patriot Yue Fei"                 | 精忠传奇             | The Patriot Yue Fei OST                   | с Тан Цзин                                                        |
| 2015 | "Fate"                                | 缘                   | Cruel Romance OST                         |                                                                   |
| 2015 | "Silent Separation"                   | 何以笙箫默           | You Are My Sunshine OST                   |                                                                   |
| 2017 | "Chinese Restaurant"                  | 中餐厅               |                                           | Тематическая песня с Чжао Вэй                                     |
| 2018 | "Too Valiant"                         | 太彪了               | Escape Plan 2: Hades OST                  |                                                                   |
| 2018 | "New Big Head Son & Small Head Daddy" | 新大头儿子和小头爸爸 | New Big Head Son & Small Head Daddy 3 OST |                                                                   |
| 2020 | "Firmly Believe Love Will Win"        | 坚信爱会赢           |                                           | Песня поддержки из-за вируса в Ухане                              |

## Награды и номинации

### Кино- и телепремии
| Награда                                        | Год  | Категория                         | Работа / Номинант                     | Результат | Ист.   |
| ---------------------------------------------- | ---- | --------------------------------- | ------------------------------------- | --------- | ------ |
| Азиатская кинопремия                           | 2010 | Лучшая мужская роль второго плана | Послание                              | Номинация | [ 76 ] |
| Азиатская кинопремия                           | 2011 | Лучшая мужская роль второго плана | Жертвоприношение                      | Номинация | [ 77 ] |
| Премия «Золотой феникс»                        | 2009 | Лучшая мужская роль в фильме      | Снайпер                               | Победа    |        |
| Премия «Золотой феникс»                        | 2015 | Лучшая мужская роль в фильме      | Китайские партнеры американской мечты | Победа    |        |
| Шанхайский телевизионный фестиваль             | 2007 | Лучшая мужская роль               | Набережная Шанхая                     | Номинация | [ 78 ] |
| Chinese Film Media Awards                      | 2010 | Наиболее популярный актёр         | Послание                              | Победа    | [ 79 ] |
| Chinese Film Media Awards                      | 2011 | Самый ожидаемый актёр             | Жертвоприношение                      | Победа    | [ 80 ] |
| Премия «Сто цветов»                            | 2010 | Лучшая мужская роль               | Послание                              | Номинация | [ 81 ] |
| Премия «Сто цветов»                            | 2014 | Лучшая мужская роль               | Китайские партнеры американской мечты | Победа    | [ 82 ] |
| Премия «Сто цветов»                            | 2020 | Лучшая мужская роль               | Герои огня                            | Победа    | [ 83 ] |
| Премия «Золотой петух»                         | 2010 | Лучшая мужская роль второго плана | Послание                              | Номинация |        |
| Премия «Золотой петух»                         | 2013 | Лучшая мужская роль               | Китайские партнеры американской мечты | Победа    | [ 84 ] |
| Премия «Золотой петух»                         | 2020 | Лучшая мужская роль               | Герои огня                            | Победа    | [ 85 ] |
| Премия Гонконгского общества кинематографистов | 2011 | Самый харизматичный актёр         | Жертвоприношение                      | Победа    | [ 86 ] |
| Студенческий кинофестиваль в Гуанчжоу          | 2012 | Наиболее популярный актёр         | Восточные бандиты                     | Победа    | [ 87 ] |
| Студенческий кинофестиваль в Гуанчжоу          | 2013 | Наиболее популярный актёр         | Китайские партнеры американской мечты | Победа    | [ 88 ] |
| Премия «Хуабяо»                                | 2013 | Выдающийся актёр                  | Китайские партнеры американской мечты | Победа    | [ 89 ] |
| Международный кинофестиваль в Макао            | 2013 | Лучшая мужская роль               | Изумительный                          | Номинация |        |
| Международный кинофестиваль в Макао            | 2016 | Лучшая мужская роль               | Сюаньцзан                             | Номинация | [ 90 ] |
| Чанчуньский кинофестиваль                      | 2014 | Лучшая мужская роль               | Китайские партнеры американской мечты | Победа    | [ 91 ] |
| Чанчуньский кинофестиваль                      | 2016 | Лучшая мужская роль               | Сюаньцзан                             | Победа    | [ 92 ] |
| Фестиваль китайско-американского кино          | 2014 | Лучшая мужская роль               | Китайские партнеры американской мечты | Победа    | [ 93 ] |
| Премия «Золотой орёл»                          | 2014 | Лучшая мужская роль               | Патриот Юэ Фэй                        | Номинация |        |
| Ежегодный Американо-китайский киносаммит       | 2014 | Актёрский ансамбль года           | Голливудские приключения              | Победа    | [ 94 ] |
| Китайско-Австралийский кинофестиваль           | 2015 | Лучшая мужская роль               | Тихое расставание                     | Победа    | [ 95 ] |
| Фестиваль китайского кино в Италии             | 2016 | Лучшая мужская роль               | Сюаньцзан                             | Победа    |        |
| Премия «Золотой экран»                         | 2016 | Лучшая мужская роль               | Сюаньцзан                             | Победа    | [ 96 ] |
| Премия «Актёры Китая»                          | 2020 | Лучшая мужская роль (веб-сериал)  | Зимняя бегония                        | Номинация | [ 97 ] |
| Zhejiang TV Peony Awards                       | 2003 | Выдающийся актёр                  | Веселый странник Тан Боху             | Победа    |        |

### Музыкальные премии
| Награда                                | Год  | Категория                               | Работа / Номинант      | Результат | Ист.    |
| -------------------------------------- | ---- | --------------------------------------- | ---------------------- | --------- | ------- |
| Metro Radio Mandarin Hits Music Awards | 2007 | Хитовая песня на севернокитайском языке | «Unrequited Love»      | Победа    | [ 98 ]  |
| Music Radio China Top Chart Awards     | 2007 | Лучший новый артист                     | It's Ming              | Победа    |         |
| Migu Music Awards                      | 2007 | Выдающийся вклад в музыкальную рекламу  | н/д                    | Победа    | [ 99 ]  |
| Migu Music Awards                      | 2008 | Самая популярная зарубежный пеец        | н/д                    | Победа    | [ 100 ] |
| 9+2 Music Pioneer Awards               | 2008 | Топ десять песян                        | «Anything is Possible» | Победа    | [ 101 ] |
| 9+2 Music Pioneer Awards               | 2008 | Лучший певец                            | н/д                    | Победа    | [ 101 ] |
| 9+2 Music Pioneer Awards               | 2008 | Лучший новый артист (материковый Китай) | н/д                    | Победа    | [ 101 ] |
| Global Chinese Music Awards            | 2007 | Наиболее популярный новый артист        | н/д                    | Победа    | [ 102 ] |
| Global Chinese Music Awards            | 2007 | Всесторонний артист                     | н/д                    | Победа    | [ 102 ] |
| Global Chinese Music Awards            | 2009 | Самый популярный певец (Топ-5)          | н/д                    | Победа    | [ 103 ] |
| Global Chinese Music Awards            | 2009 | Всесторонний артист                     | н/д                    | Победа    | [ 103 ] |
| Global Chinese Music Awards            | 2009 | Лучшая дуэтная песня                    | «Nice Guy Card»        | Победа    | [ 103 ] |

### Другие премии
| Год  | Награда                                             | Категория                                        | Работа / Номинант | Результат | Ист.    |
| ---- | --------------------------------------------------- | ------------------------------------------------ | ----------------- | --------- | ------- |
| 2005 | China Fashion Awards                                | Fashion Award                                    | н/д               | Победа    | [ 104 ] |
| 2006 | MTV Super Awards                                    | Самый модный артист                              | н/д               | Победа    | [ 105 ] |
| 2006 | China Fashion Awards                                | Самый модный актёр                               | н/д               | Победа    | [ 106 ] |
| 2007 | Bazaar Charity Night                                | Топ десять благотворительных артистов            | н/д               | Победа    | [ 107 ] |
| 2007 | Men's Uno Award Ceremony                            | Most In Male Celebrity                           | н/д               | Победа    | [ 108 ] |
| 2007 | Sina Television Ranking First Season                | Лучший актёр                                     | Набережная Шанхая | Победа    | [ 109 ] |
| 2007 | BQ Awards                                           | Горячая звезда года                              | н/д               | Победа    | [ 110 ] |
| 2008 | Sohu Television Awards                              | Принц года                                       | н/д               | Победа    | [ 111 ] |
| 2008 | China Television Glorious 30th Anniversary Ceremony | Самый влиятельный телеактёр                      | н/д               | Победа    |         |
| 2008 | Sina Charity Night                                  | Самая ожидаемая звезда                           | н/д               | Победа    | [ 112 ] |
| 2008 | Sina Charity Night                                  | Самая любимая звезда                             | н/д               | Победа    | [ 112 ] |
| 2008 | Bazaar Charity Night                                | Топ десять благотворительных артистов            | н/д               | Победа    | [ 107 ] |
| 2009 | Esquire Man At His Best Awards                      | Самый популярный актёр                           | н/д               | Победа    | [ 107 ] |
| 2009 | Bazaar Charity Night                                | Топ десять благотворительных артистов            | н/д               | Победа    | [ 113 ] |
| 2010 | Top Ten Entertainment Figures                       | Top Ten Entertainment Figures                    | н/д               | Победа    | [ 114 ] |
| 2012 | Esquire Man At His Best Awards                      | Топ десять модный актёров                        | н/д               | Победа    | [ 115 ] |
| 2012 | 5th ROI Festival                                    | Самый коммерчески ценный артист                  | н/д               | Победа    | [ 116 ] |
| 2013 | GQ Men of the Year                                  | Человек года                                     | н/д               | Победа    | [ 117 ] |
| 2013 | Bazaar Men People of the Year                       | Топ десять самых привлекательных артистов мужчин | н/д               | Победа    | [ 118 ] |
| 2014 | iQiyi All-Star Carnival                             | Человек года                                     | н/д               | Победа    | [ 119 ] |
| 2015 | "Wind From The East" Entertainment Influence Awards | Влиятельная фигура года                          | н/д               | Победа    | [ 120 ] |
| 2015 | 4th All-Rounded Youth Commendation Ceremony         | Образцовая знаменитость                          | н/д               | Победа    | [ 121 ] |
| 2018 | iQiyi All-Star Carnival                             | Телевизионный артист года                        | н/д               | Победа    | [ 122 ] |
| 2019 | Tencent Video All Star Awards                       | Звезда года                                      | н/д               | Победа    | [ 123 ] |

### ForbesChina Celebrity 100
| Год  | Место | Ист.    |
| ---- | ----- | ------- |
| 2013 | 8-е   | [ 124 ] |
| 2014 | 4-е   | [ 125 ] |
| 2015 | 5-е   | [ 126 ] |
| 2017 | 16-е  | [ 127 ] |
| 2020 | 76-е  | [ 128 ] |